# Syzygy
Syzygy è un EP del gruppo musicale statunitense Lynch Mob, pubblicato nell'aprile del 1998 dalla Sacred Groove Records.
Questo è il primo disco pubblicato dal chitarrista George Lynch dopo la seconda e definitiva uscita dai Dokken. Non si tratta di nuove canzoni ma di tre brani incisi nel 1990 dalla formazione di allora e non inseriti nell'album Wicked Sensation.

## Tracce
Testi e musiche di Oni Logan, George Lynch, Anthony Esposito e Don Salter.
1. Into the Light – 5:37
2. All Things Must Pass – 3:56
3. Waterfall – 5:22

## Formazione
- Oni Logan – voce, armonica
- George Lynch – chitarra
- Anthony Esposito – basso
- Mick Brown – batteria, cori